# Ficus pisifera
Ficus pisifera är en mullbärsväxtart som beskrevs av Nathaniel Wallich och Friedrich Anton Wilhelm Miquel. Ficus pisifera ingår i släktet fikonsläktet, och familjen mullbärsväxter. Inga underarter finns listade i Catalogue of Life.